# Una corsa sul prato
Una corsa sul prato (International Velvet) è un film del 1978 diretto da Bryan Forbes.

## Trama
A causa della morte di entrambi i genitori in un incidente stradale, l'introversa e giovanissima Sarah Velvet Brown, deve lasciare l'Arizona per andare a vivere in Inghilterra con la zia Velvet Brown e il suo compagno John, scrittore di romanzi porno soft. Dopo un difficile periodo di ambientamento Sarah ritrova il sorriso e la gioia di vivere grazie a un cavallo che la zia, grande amazzone, le regala e che lei battezzerà Arizona Pie.
La passione la porta ad eccellere in breve tempo, tanto da essere notata dall'arcigno Johnson allenatore della nazionale britannica, che finirà per convocarla per le olimpiadi dove la ragazza troverà amore e medaglie. Finite le olimpiadi Sarah torna in Inghilterra per presentare il fidanzato a Velvet e John con cui ormai si è instaurato un rapporto di grande affetto.